# Sieć ciepłownicza

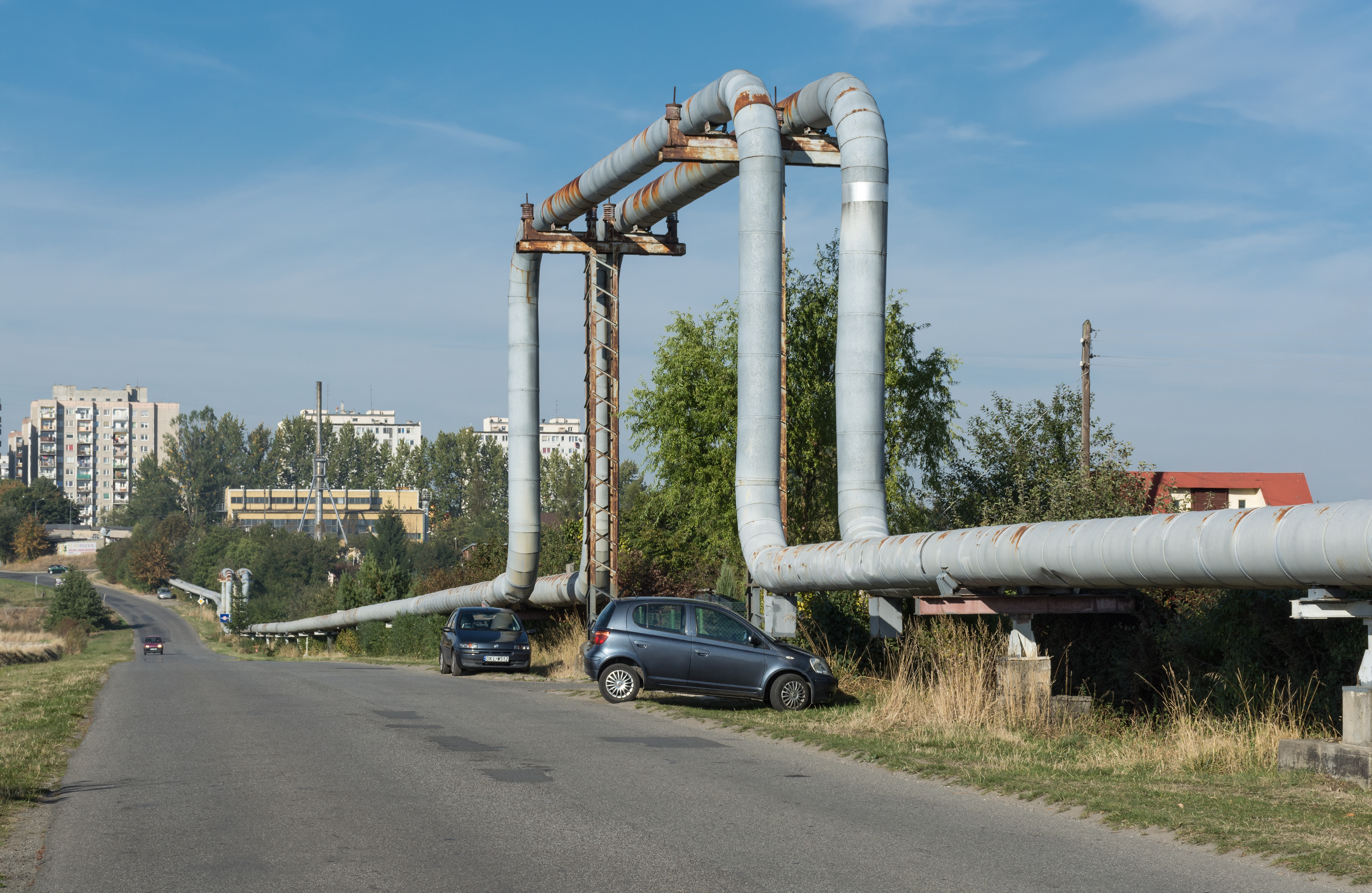
Rurociąg ciepłowniczy w Kłodzku

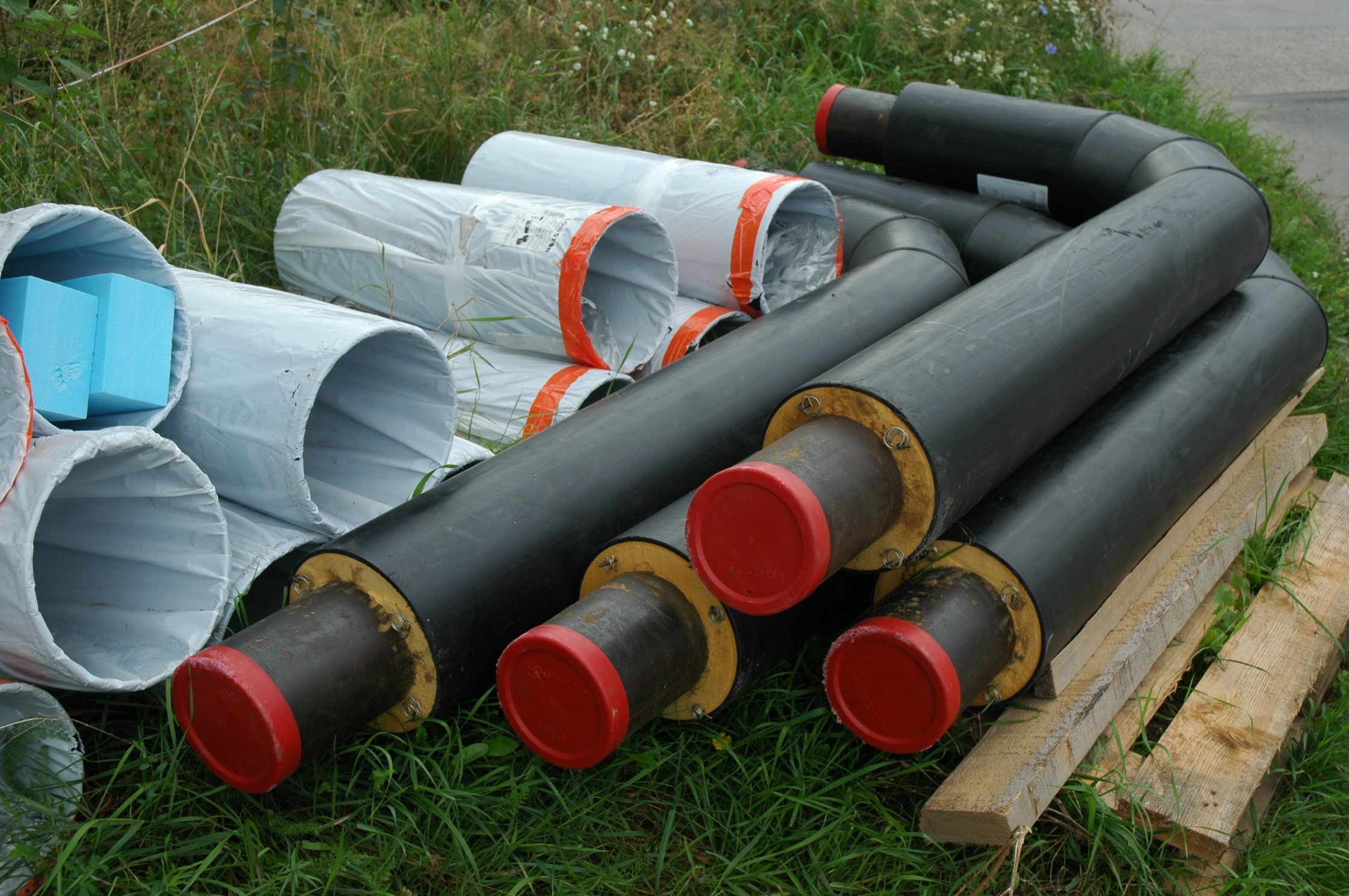
Preizolowane rurociągi ciepłownicze

Sieć ciepłownicza, sieć cieplna – połączone ze sobą urządzenia lub instalacje systemu ciepłowniczego, służące do przesyłania i dystrybucji ciepła ze źródeł ciepła do węzłów cieplnych.
Stanowi zespół urządzeń technicznych służących do transportu rurociągowego energii cieplnej od źródła ciepła (najczęściej ciepłownia lub elektrociepłownia) do odbiorców, za pośrednictwem czynnika termodynamicznego (nośnika ciepła).
Sieć ciepłownicza łączy z jednej strony urządzenia do centralnego regulowania źródła ciepła, a z drugiej strony węzły cieplne odbiorców ciepła.

## Klasyfikacja sieci cieplnych[2]
Sieci cieplne podzielić można w zależności od ich przeznaczenia na sieci:
- komunalne,
- przemysłowe,
- mieszanego przeznaczenia.

Podział ten rzutuje w znacznej mierze na rodzaj stosowanego czynnika grzejnego, w wyniku czego można wyróżnić sieci:
- wodne o niskich parametrach, czyli transportujące wodę o temperaturze poniżej 115 °C,
- wodne o wysokich parametrach, czyli transportujące wodę o temperaturze powyżej 115 °C,
- parowe o niskich parametrach, czyli transportujące parę o ciśnieniu manometrycznym poniżej 0,7 at (0,07 MPa),
- parowe o wysokich parametrach, czyli transportujące parę o ciśnieniu manometrycznym powyżej 0,7 at (0,07 MPa),
- mieszane (łączące w jednym układzie przewody transportujące różne czynniki lub czynniki o różnych parametrach).

Zgodnie z ukształtowaniem (poziomym kształtem geometrycznym sieci) można wyróżnić następujące podstawowe ich rodzaje:
- liniowe,
- rozgałęzione (promieniste),
- rozgałęzione z łącznikami,
- pierścieniowe,
- o ukształtowaniu mieszanym.

W rzeczywistości znacznie większa jest różnorodność ukształtowania sieci cieplnych. Promienista sieć z centralnie usytuowanym źródłem ma charakterystyczny pajęczy kształt. Sieć pierścieniowa w przypadku geometrycznie prawidłowego planu miasta ma postać kratownicy. Bardzo różnorodne są sieci dużych miast o ukształtowaniu mieszanym, zwłaszcza w przypadku zastosowania grupowych węzłów cieplnych. Sieć główna może być pierścieniowa lub rozgałęziona, a poszczególne części sieci, poczynając od węzłów grupowych, mogą być promieniste, liniowe lub kratowe. Należy zwrócić uwagę na to, że duże sieci miejskie zwykle są zasilane z kilku źródeł ciepła.
W zależności od liczby przewodów w układzie:
- sieci wodne jednoprzewodowe,
- sieci wodne dwuprzewodowe,
- sieci wodne trój-, cztero- i wieloprzewodowe,
- sieci parowe jednoprzewodowe (bez zwrotu kondensatu),
- sieci parowe dwu- i wieloprzewodowe,
- sieci mieszane, z kombinacją różnej liczby przewodów wodnych i parowych.